# Carl Ell
Carl Stephens Ell (Staunton, Indiana, 1887. november 14. – 1981. április 17.) 1940 és 1959 között az Északkeleti Egyetem második rektora.
Szülei Jacob és Alice Ell. Diplomáit a DePauw Egyetemen, az MIT-n és a Harvard Egyetemen szerezte. 1910. június 10-én feleségül vette Etta May Kinneart; egy lányuk (Dorothy) született. 1910-ben az Északkeleti Egyetemen kezdett oktatni; 1917 és 1940 között a Mérnöki Intézet dékánja, 1925 és 1940 között az egyetem rektorhelyettese, 1940 és 1959 között pedig rektora volt.
Az Északkeleti Egyetemen két létesítményt neveztek el róla: az Ell Centert (ma Curry Diákközpont) és az Ell oktatási épületet.

## Fordítás
- Ez a szócikk részben vagy egészben  a   Carl Ell című angol Wikipédia-szócikk ezen változatának fordításán alapul.  Az eredeti cikk szerkesztőit annak laptörténete sorolja fel. Ez a jelzés csupán a megfogalmazás eredetét és a szerzői jogokat jelzi, nem szolgál a cikkben szereplő információk forrásmegjelöléseként.